# Pedro Antonio de Alarcón
Pedro Antonio Joaquín Melitón de Alarcón y Ariza (Guadix, Granada, 10 de março de 1833 — Madri, 19 de julho de 1891) foi um escritor espanhol. Pertenceu ao movimento realista. Trata-se de um dos mais destacados autores deste movimento, e um escritor do fim da prosa romântica.

## Biografia
Alarcón teve uma intensa vida ideológica; assim como seus personagens, evoluiu de ideias liberais e revolucionários para posições mais tradicionalistas. Embora tivesse origem fidalga, sua família era bastante humilde, mas nem tanto que não pudesse mandá-lo estudar Direito na Universidade de Granada, curso que abandonou logo no início para ingressar em um seminário. Isto também não o satisfez, e deixou-o em 1853 para ir a Cádis, onde fundou o jornal El Eco de Occidente, junto com Torcuato Tárrago y Mateos, começando sua carreira de jornalista na direção deste jornal.
Alarcón escreveu desde sua adolescência, referindo-se a dom Isidro Cepero como sendo o principal instigador de sua inquietude literária. Sua primeira obra de ficção, El final de Norma, foi composta aos dezoito anos de idade e publicada em 1855. Suas preocupações o levaram a se juntar ao grupo literário chamado Cuerda granadina.
Em 1854 mudou-se para Madri, aborrecido com o ambiente reacionário de Granada. Ali criou um jornal satírico, El látigo, que também dirigiu com algum sucesso, com ideologia antimonarquista, republicana e revolucionária. Era um claro herdeiro de sua experiência no El eco de Occidente.
Em 1857 escreveu El hijo pródigo, um drama de grande sucesso. Também no mesmo ano, começou a publicar relatos e artigos de viagens na publicação de Madri, El Museo Universal. Mais tarde, como soldado e jornalista envolvido na Guerra do Marrocos, recolheu tudo o que acontecia na campanha e em sua vida ali e enviou para seu editor em uma série de artigos, que foram publicados sob o título Diario de un testigo de la guerra de África, em 1859; este livro é particularmente apreciado pela sua abundante e exata descrição da vida militar.
Posteriormente, cultivou a literatura de viagem, contando em diversos artigos suas viagens pela Itália (coletados em De Madrid a Nápoles, 1861) e sua Granada natal (La Alpujarra, 1873), nos quais o realismo e as descrições contrastam com a ilusão de uma prosa que narra o próximo e o desconhecido. Estes artigos vão além do interesse puramente jornalístico, sendo um exemplo para toda a literatura de viagens posteriores.
Como integrante do partido político União Liberal, ocupou vários cargos, sendo o mais importante o de conselheiro de Estado, no reinado de Afonso XII, em 1875, sendo também deputado, senador e embaixador na Noruega e na Suécia. Foi também membro da Real Academia Espanhola, a partir de 1877.
Após 1887, convencido de que o caminho do realismo já lhe havia dado tudo, condenou-se ao silêncio. Talvez influenciado pelas críticas de seus antigos correligionários liberais.

## Trajetória literária

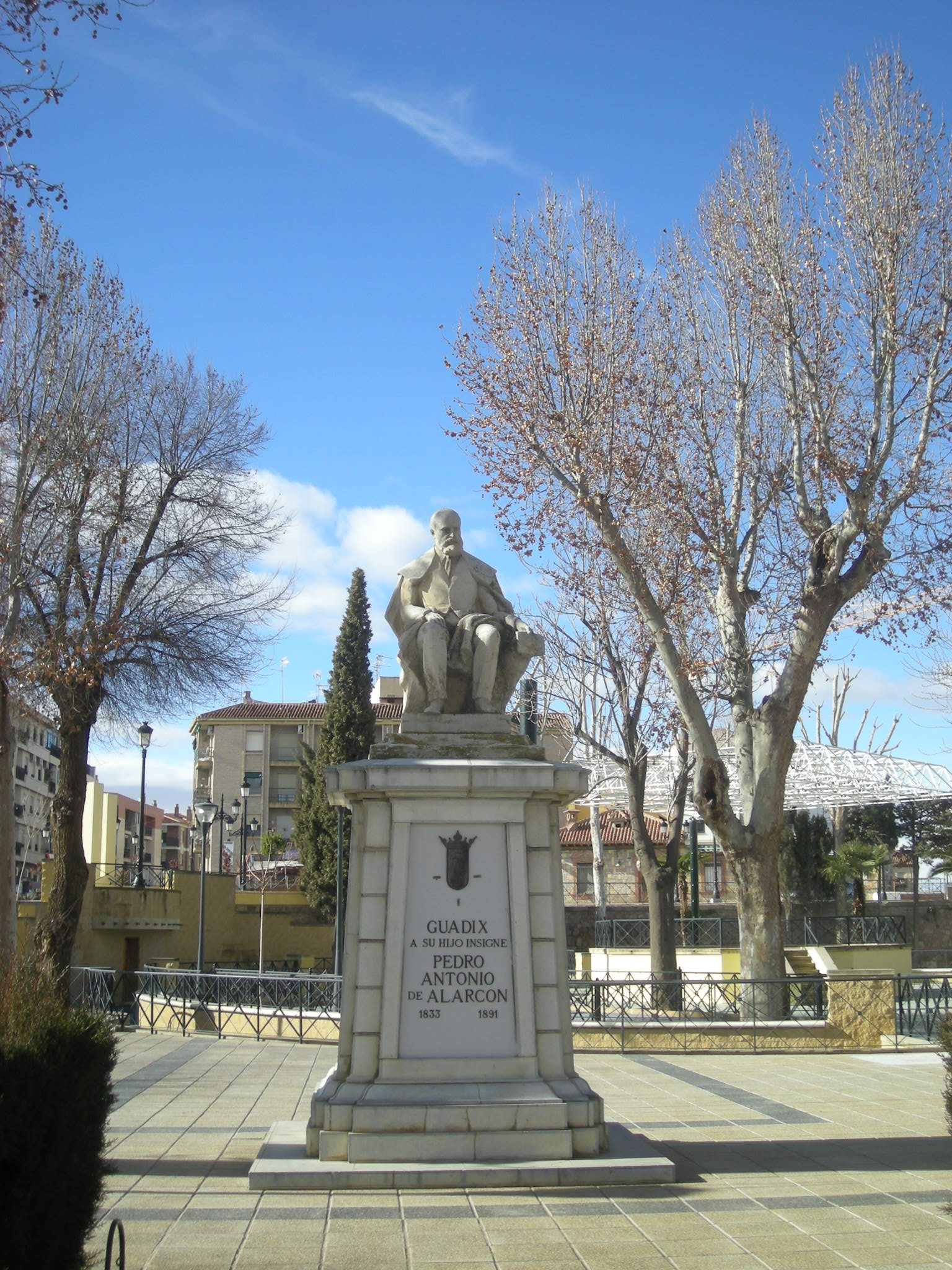
Monumento dedicado a Pedro Antonio de Alarcón em Guadix, sua cidade natal.

Sua primeira obra de ficção foi El final de Norma, que só foi publicada em 1855. Começou a escrever contos curtos de traços muito românticos por volta de 1852; alguns deles, conectados com o costumbrismo andaluz, revelam a influência de Fernán Caballero, mas outros mostram a marca de uma leitura atenta de Edgar Allan Poe, de quem introduziu o relato policial com seu romance El Clavo, mas também escreveu relatos góticos, ou de terror, a semelhança de seu modelo. A partir de 1860, até 1874, adicionou às histórias a escrita de livros de viagens. Estes últimos são: Diario de un testigo de la guerra de África (1860), De Madrid a Nápoles (1861) e La Alpujarra (1873), que indicam já uma aproximação ao Realismo. Em 1874, publicou El sombrero de tres picos, alegre visão do tema tradicional do moleiro de Arcos e sua bela esposa assediada pelo corregedor. Reuniram-se seus artigos costumbristas em Cosas que fueron e seus poemas juvenis em Poesías. Tentou também o teatro com seu drama El hijo pródigo, apresentado em 1875.
No Diario de un testigo de la guerra de África revela-se seu talento para a descrição, também presente nas notas de viagem pela França, Suíça e Itália, e em La Alpuiarra, onde consegue introduzir a viva realidade na história, quase lendária, de seus levantes mouriscos aproximando-se ao romance. Entre 1874 e 1882 surgiram seus trabalhos mais conhecidos e famosos: os contos e os romances curtos e extensos. Os relatos breves cobrem as Narraciones inverosímiles, sob a já mencionada influência de Edgar Allan Poe e dos Cuentos amatorios, que estão entre o sentimentalismo e o suspense policial, destacando-se El clavo e La comendadora. Outra coleção são suas Historietas nacionales, de profunda origem popular, e que se ligam às obras similares de Fernán Caballero e Honoré de Balzac, e vão desde o tema heroico da resistência aos invasores franceses, até o épico popular dos criminosos, passando pelas frequentes brigas civis, que o autor presenciou. Destacam-se: El carbonero alcalde, El afrancesado, El asistente e, o que alguns consideram o melhor de todos, El libro talonario.

Em 1875 é publicado El escándalo, que une o tema religioso à crítica social. Oferece uma galeria de personagens românticos, desde o sonhador e enigmático Lázaro, até o volúvel Diego. Dentre todos, destacam-se o padre Manrique, conselheiro jesuíta da aristocracia, e o louco e engraçado Fabián Conde. O protagonista do romance, vítima de suas aventuras de jovem, aprende a assumir seu passado vergonhoso melhor do que tentar escondê-lo com mentiras da burguesia. Dando continuidade à veia moralista, o autor seguiu a trajetória iniciada com mais duas obras: El niño de la bola (1878) e La Pródiga (1880), um ataque contra a corrupção dos costumes. Pouco depois publicou El capitán Veneno (1881). 

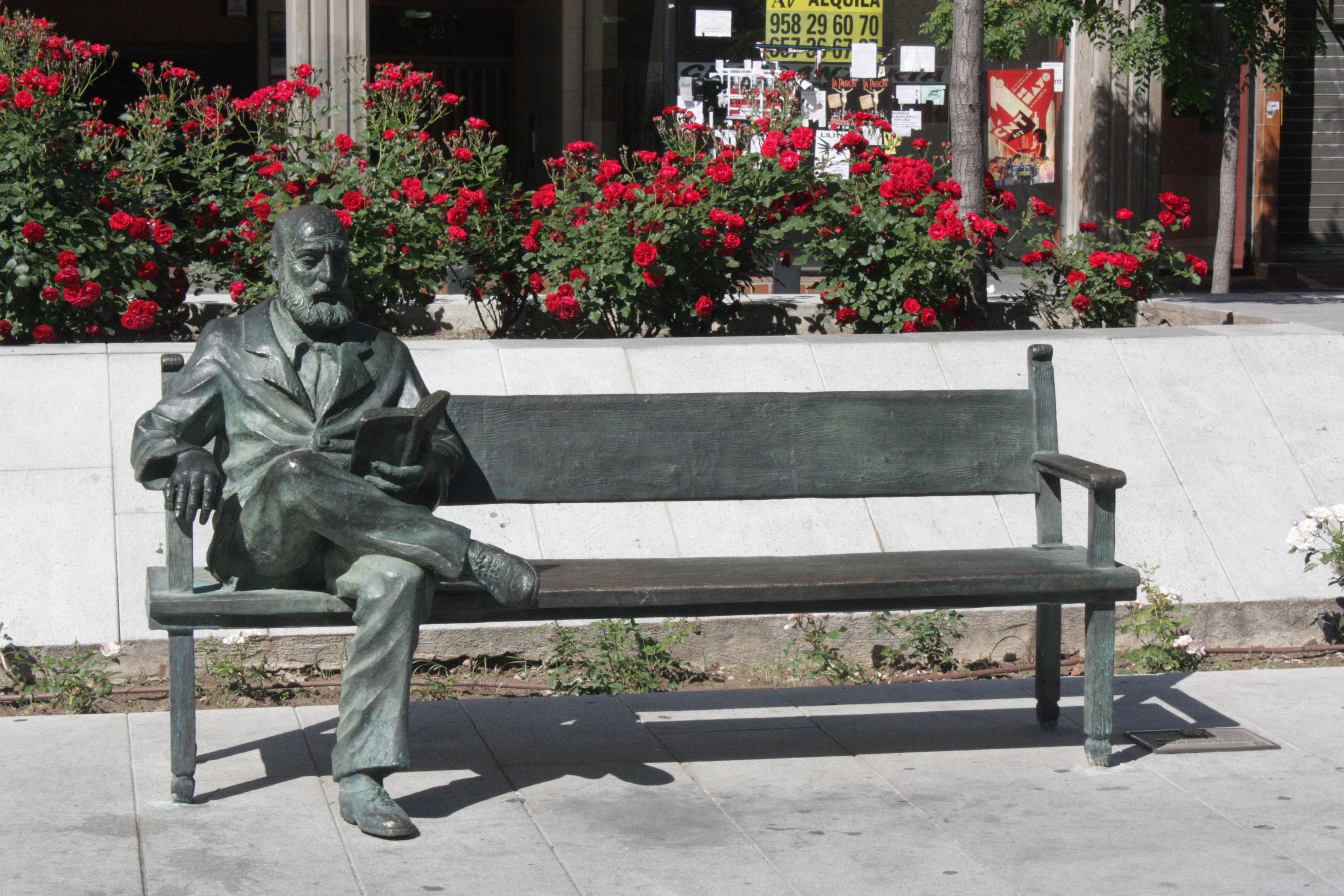
Estátua dedicada a Pedro Antonio de Alarcón na Avenida de la Constitución de Granada.

Pedro Antonio de Alarcón é antes de tudo, um narrador hábil. Sabe como ninguém tornar uma história interessante; em seus livros a ação nunca esmorece e, mesmo o contexto espaço-temporal de seus romances costuma ser de estilo realista, seus personagens são no fundo românticos; no curso de sua produção romanesca vai se tornando um moralista.

## Família
Em 1865 casou-se com Paulina Contreras Rodríguez, em Granada, de cujo matrimônio nasceram cinco filhos, dois homens e três mulheres. Os homens morreram em Madri nos anos da guerra civil, bem como duas das filhas, casando-se a única que sobreviveu, Carmen de Alarcón Contreras, com Miguel Valentín Gamazo, de cujo casamento tiveram três filhos: María del Carmen, María del Pilar e Miguel Valentín de Alarcón, que morreu em Madri em 4 de maio de 2000, sendo o último descendente direto de Pedro Antonio de Alarcón, pois morreu solteiro e sem que se saiba se deixou descendência.

## Obras
- Cuentos amatorios.
- El final de Norma: romance (1855).
- Descubrimiento y paso del cabo de Buena Esperanza (1857).
- Diario de un testigo de la Guerra de África (1859).
- De Madrid a Nápoles (1860).
- Dos ángeles caídos y otros escritos olvidados.
- El amigo de la muerte: cuento fantástico.
- El año en Spitzberg.
- El capitán Veneno: romance.
- El clavo.
- La Alpujarra (1873)
- El sombrero de tres picos: pequeno romance (1874).
- El escándalo (1875)
- El extranjero.
- El niño de la Bola (1880).
- Historietas nacionales.
- Juicios literarios y artísticos.
- La Alpujarra: sesenta leguas a caballo precedidas de seis en diligencia.
- La Comendadora.
- La mujer alta: conto de terror.
- La pródiga
- Lo que se oye desde una silla del Prado.
- Los ojos negros.
- Los seis velos.
- Moros y cristianos.
- Histórias improváveis.
- Obras literarias de Pedro Antonio de Alarcón. Volumen 2
- Obras literarias de Pedro Antonio de Alarcón. Volumen 1
- Obras literarias de Pedro Antonio de Alarcón. Volumen 3
- Poesías serias y humorísticas
- Soy, tengo y quiero.
- Viajes por España.
- Últimos escritos.